# Passo Rolle
Il passo Rolle (Rollepass in tedesco) è un valico alpino in provincia di Trento, posto a quota 1.984 m s.l.m., che collega le valli di Primiero e di Fiemme. Il nome Rolle (in dialetto Ròle), nel 1204 prima accezione mons de arola, indica lo spiazzo e le praterie del passo dall’etimo latino areola piccola aia.

## Descrizione

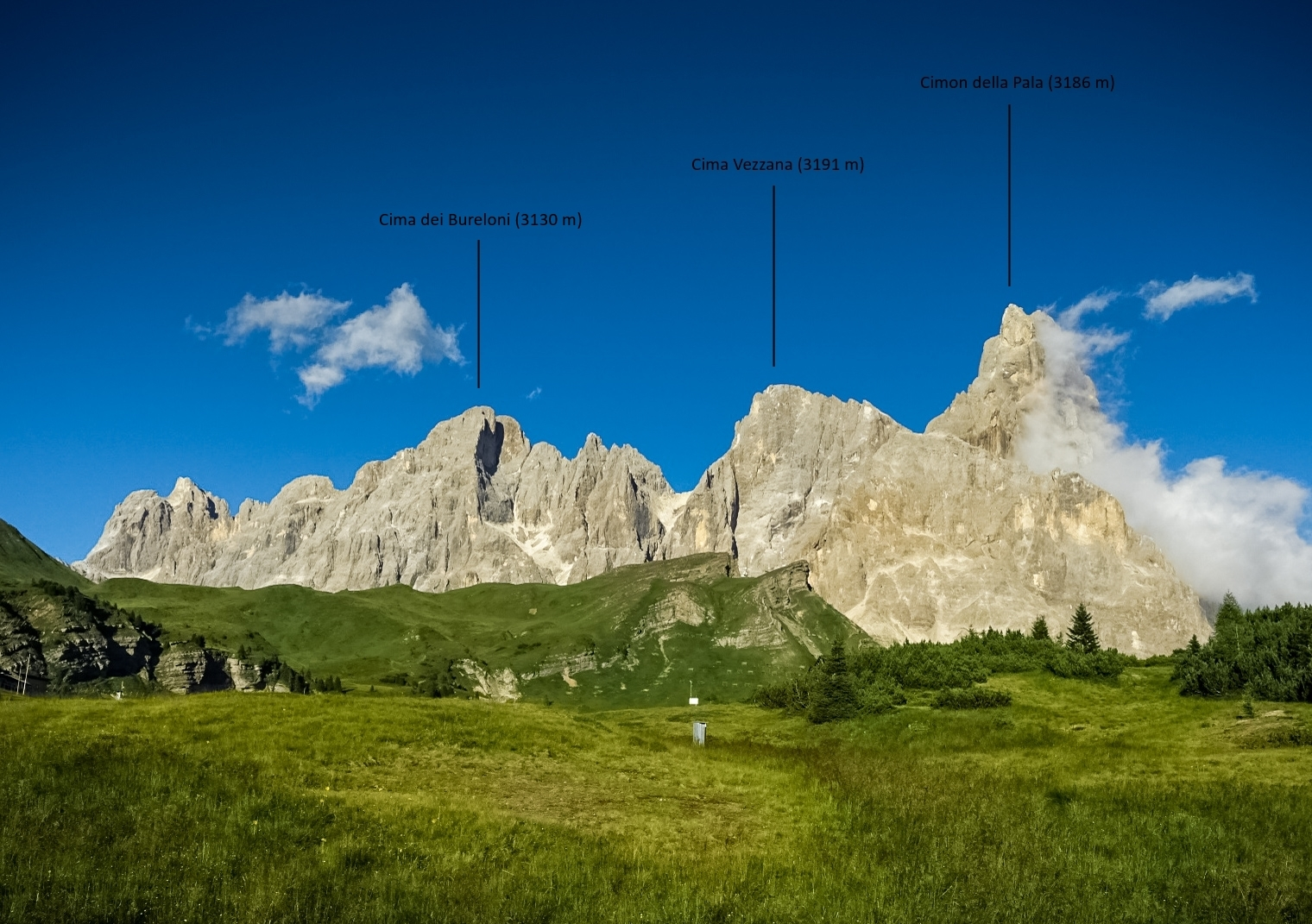
Gruppo delle Pale da Passo Rolle

Il passo è situato nel comune di Primiero San Martino di Castrozza, lungo la Strada statale 50 del Grappa e del Passo Rolle, e mette in comunicazione San Martino di Castrozza con Paneveggio e Bellamonte, frazioni di Predazzo. Il valico rappresenta lo spartiacque tra la valle del Cismon e quella del Travignolo.
Il Rolle è circondato dal gruppo dolomitico delle Pale di San Martino, in particolare dal Cimon della Pala (3184 m s.l.m.) e dalla Vezzana (3192 m s.l.m.). Dal valico, punto di partenza per ascensioni sulle Pale e sul gruppo del Lagorai, si possono rapidamente raggiungere i laghetti di Colbricòn, luoghi d'insediamento di cacciatori nel Neolitico, e la Val Venegia, una delle aree naturalistiche più belle del Trentino, parte del Parco Naturale Paneveggio-Pale di San Martino. Si possono inoltre percorrere numerose trincee e gallerie risalenti alla prima guerra mondiale, in particolare sulla cima Cavallazza, sul monte Colbricòn e sul Castellazzo.
Al passo si trovano numerosi impianti di risalita e piste da sci del comprensorio Dolomiti Superski. Durante la stagione estiva, i pascoli della zona sono usati per il bestiame delle due malghe presenti in prossimità del passo.
La stazione meteorologica di Passo Rolle, ufficialmente riconosciuta dall'Organizzazione meteorologica mondiale, è attiva fin dal 1949 per l'analisi climatica del territorio e l'assistenza alla navigazione aerea.
Tradizionalmente il valico è legato alla presenza della Guardia di Finanza, che ha inserito nel proprio stemma araldico l'inconfondibile profilo del Cimon della Pala, viste le origini del Corpo come guardia di frontiera. Il valico ospita infatti due caserme della Guardia di Finanza, è sede anche della sede principale del S.A.G.F., Soccorso Alpino Guardia di Finanza e del soggiorno montano delle Fiamme Gialle (caserma Sass Maor). Da moltissimi anni vi svolgono l'addestramento montano (estivo ed invernale) sia gli allievi ufficiali dell'Accademia che gli allievi finanzieri della Scuola Alpina di Predazzo della Guardia di Finanza.
Inoltre sulle stesse piste, nel mese di febbraio, vengono organizzate le gare del Corpo, che richiamano autorità e Finanzieri (che gareggiano divisi per regioni) da tutta Italia. Inoltre vengono effettuati addestramenti per gli equipaggi degli elicotteri del Servizio Aereo della Guardia di Finanza alla Sopravvivenza in Montagna con corsi di 5 giorni, dove viene simulata la sopravvivenza a fianco di un mezzo aereo caduto in ambiente montano in condizioni meteorologiche estreme.

## Ciclismo
Il passo Rolle è ciclisticamente molto amato per le bellezze paesaggistiche che offre, unitamente a delle pendenze non proibitive su entrambi i versanti:
- da Fiera di Primiero passando per San Martino di Castrozza la salita è molto regolare, misura 21 km con una pendenza media del 5,8% e massima dell'11%;
- da Predazzo si percorrono 20 km con pendenza media del 4,6% e massima del 9%.[5]

Scendendo dal Rolle verso Predazzo ci si può collegare con il vicino Passo Valles deviando sulla destra dopo 6,5 km e proseguendo per 8 km.
Il valico è uno dei passi dolomitici storici, percorsi svariate volte dal Giro d'Italia. Fu inserito nella prima tappa dolomitica mai avvenuta, nell'edizione 1937. Nel 1962 la 14ª tappa partiva da Belluno e sarebbe dovuta terminare a Moena, ma la direzione di gara concluse la frazione prematuramente in cima al Rolle a causa della neve. Nell'edizione 1978 il passo fu inserito all'ultimo momento nel percorso della 15ª tappa (Treviso > Canazei) insieme al Valles e al San Pellegrino, dopo che la neve aveva reso impraticabili il Falzarego e il Pordoi.
Di seguito si riportano i passaggi effettuati durante il Giro d'Italia:
| Anno | Tappa                                             | Primo in vetta           | Versante scalato         |
| ---- | ------------------------------------------------- | ------------------------ | ------------------------ |
| 1937 | 16ª: Vittorio Veneto > Merano                     | Gino Bartali             | San Martino di Castrozza |
| 1938 | 15ª: Belluno > Recoaro Terme                      | Bernardo Rogora          | San Martino di Castrozza |
| 1939 | 15ª: Cortina d'Ampezzo > Trento                   | Gino Bartali             | San Martino di Castrozza |
| 1946 | 15ª: Bassano del Grappa > Trento                  | Gino Bartali             | San Martino di Castrozza |
| 1949 | 11ª: Bassano del Grappa > Bolzano                 | Gino Bartali             | San Martino di Castrozza |
| 1950 | 9ª: Vicenza > Bolzano                             | Jean Robic               | San Martino di Castrozza |
| 1954 | 20ª: San Martino di Castrozza > Bolzano           | Giancarlo Astrua         | San Martino di Castrozza |
| 1955 | 19ª: Cortina d'Ampezzo > Trento                   | Gastone Nencini          | Predazzo                 |
| 1956 | 21ª: Merano > Monte Bondone                       | Charly Gaul              | Predazzo                 |
| 1957 | 19ª: Trento > Levico Terme                        | Gastone Nencini          | Predazzo                 |
| 1959 | 15ª: Trento > Bolzano                             | Charly Gaul              | San Martino di Castrozza |
| 1962 | 14ª: Belluno > Passo Rolle                        | Vincenzo Meco            | San Martino di Castrozza |
| 1963 | 19ª: Belluno > Moena                              | Vito Taccone             | San Martino di Castrozza |
| 1964 | 8ª: Lavarone > Pedavena                           | Vito Taccone             | Predazzo                 |
| 1967 | 20ª: Cortina d'Ampezzo > Trento                   | Aurelio González         | Predazzo                 |
| 1974 | 21ª: Misurina > Bassano del Grappa                | Santiago Lazcano         | Passo Valles             |
| 1977 | 17ª: Conegliano > Cortina d'Ampezzo (Col Drusciè) | Faustino Fernández Ovies | San Martino di Castrozza |
| 1978 | 15ª: Treviso > Canazei                            | Ueli Sutter              | San Martino di Castrozza |
| 1986 | 21ª: Bassano del Grappa > Bolzano                 | Pedro Muñoz              | San Martino di Castrozza |
| 1991 | 18ª: Pozza di Fassa > Castelfranco Veneto         | Nelson Rodríguez         | Predazzo                 |
| 2001 | 13ª: Montebelluna > Passo Pordoi                  | Freddy González          | San Martino di Castrozza |
| 2003 | 14ª: Marostica > Alpe di Pampeago                 | Freddy González          | San Martino di Castrozza |
| 2009 | 5ª: San Martino di Castrozza > Alpe di Siusi      | Carlos José Ochoa        | San Martino di Castrozza |
| 2019 | 20ª: Feltre > Croce d'Aune-Monte Avena            | Giulio Ciccone           | Predazzo                 |

## Galleria d'immagini

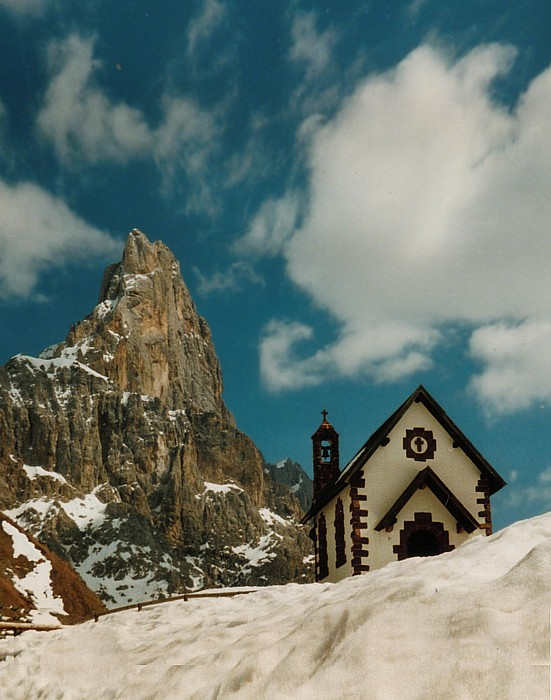
Il Cimon della Pala e la chiesetta di passo Rolle
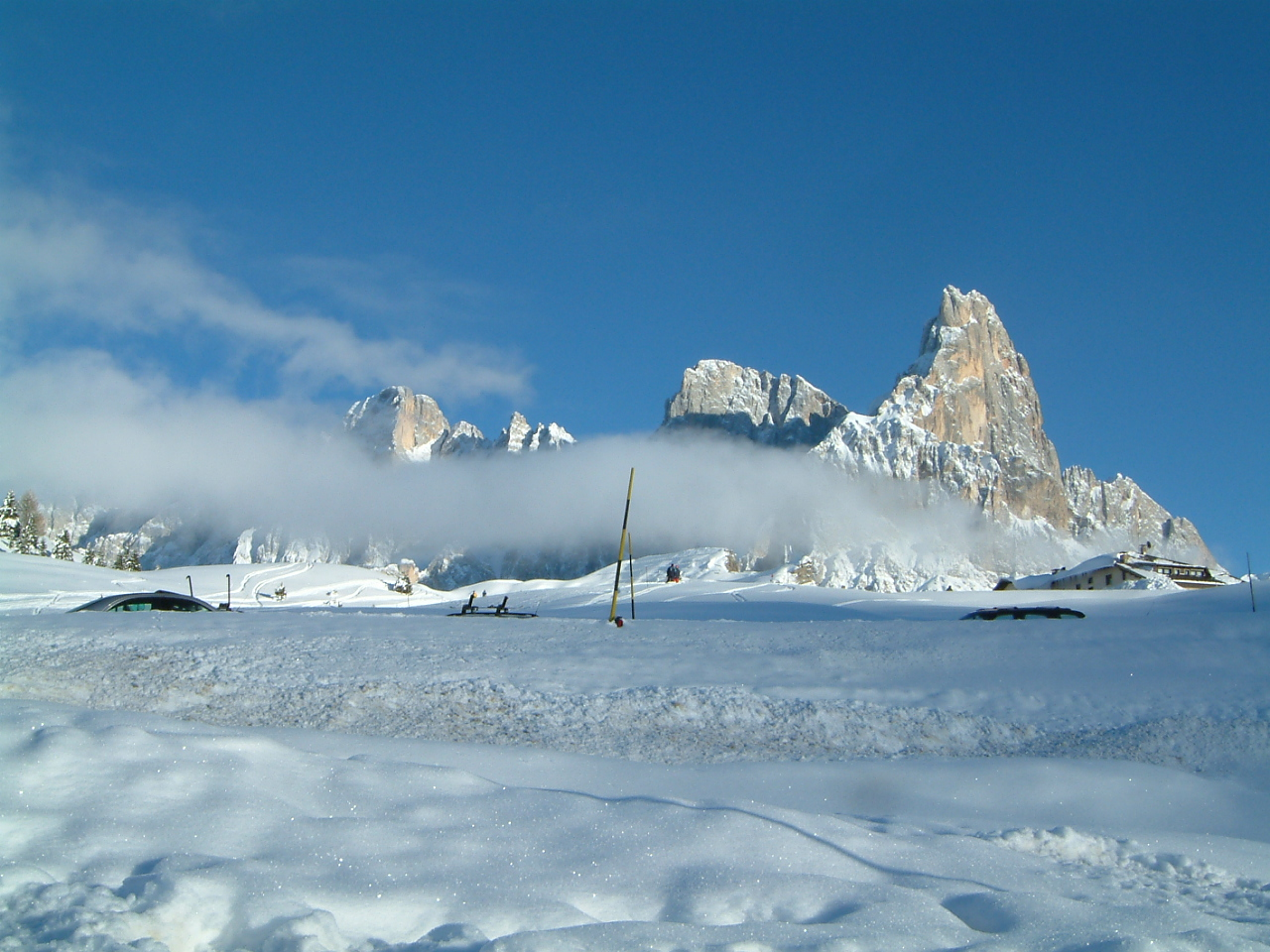
Panorama invernale da Passo Rolle
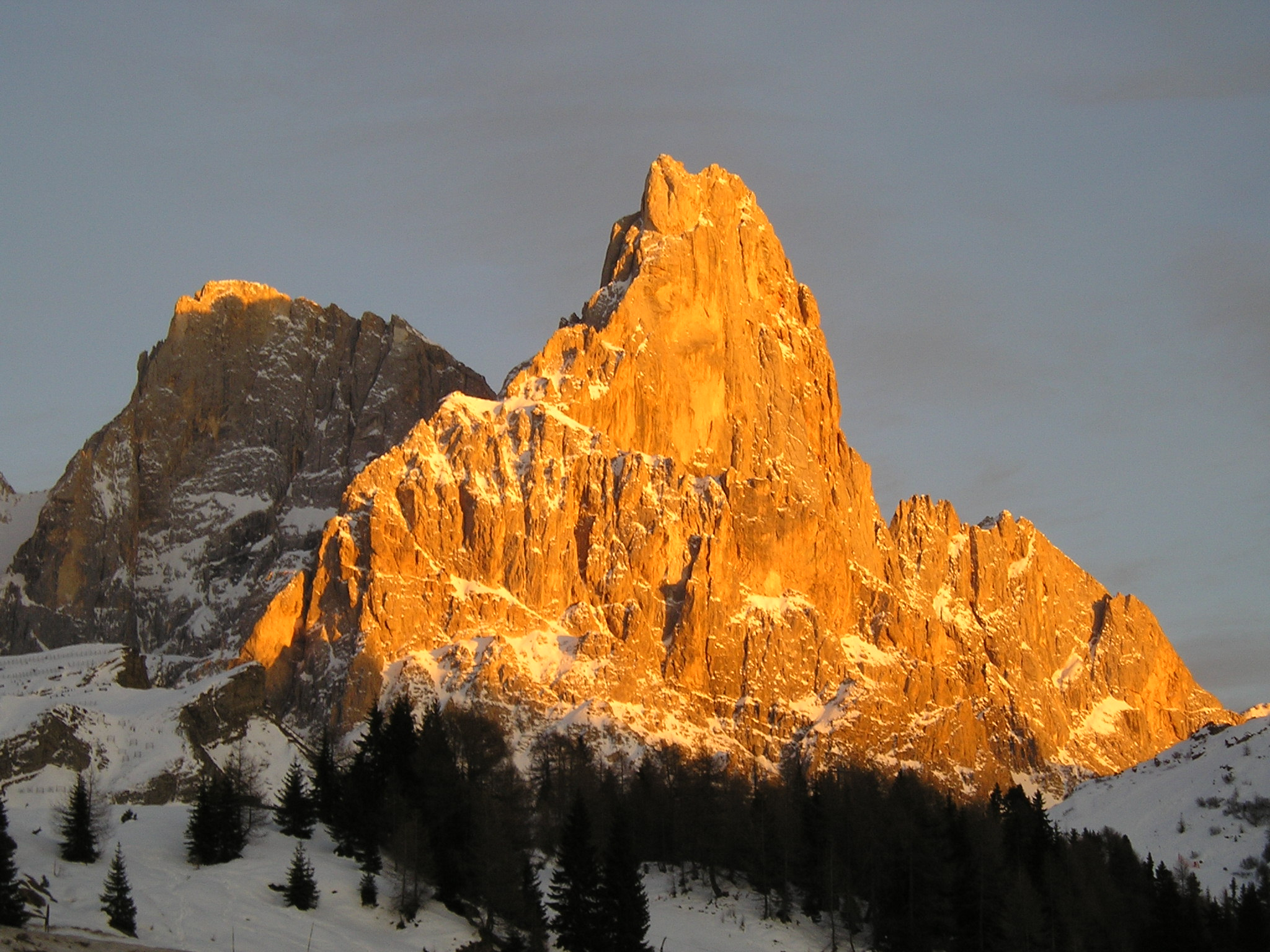
L'enrosadira sul Cimon della Pala
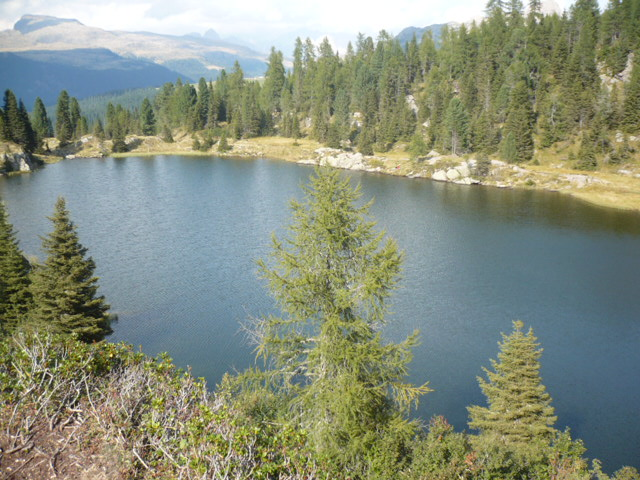
Il più basso dei due laghi di Colbricon, a due chilometri da passo Rolle
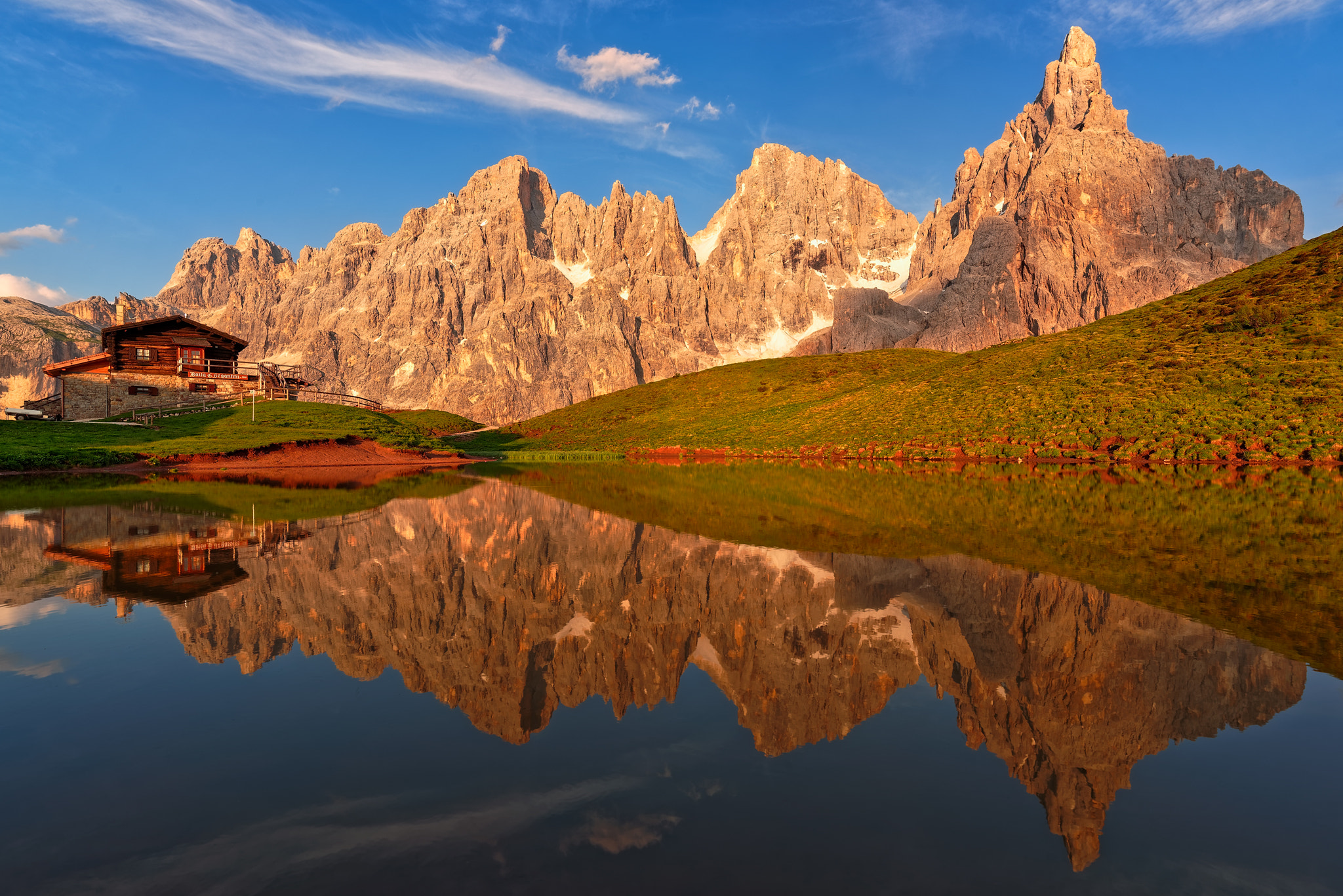
Baita Segantini
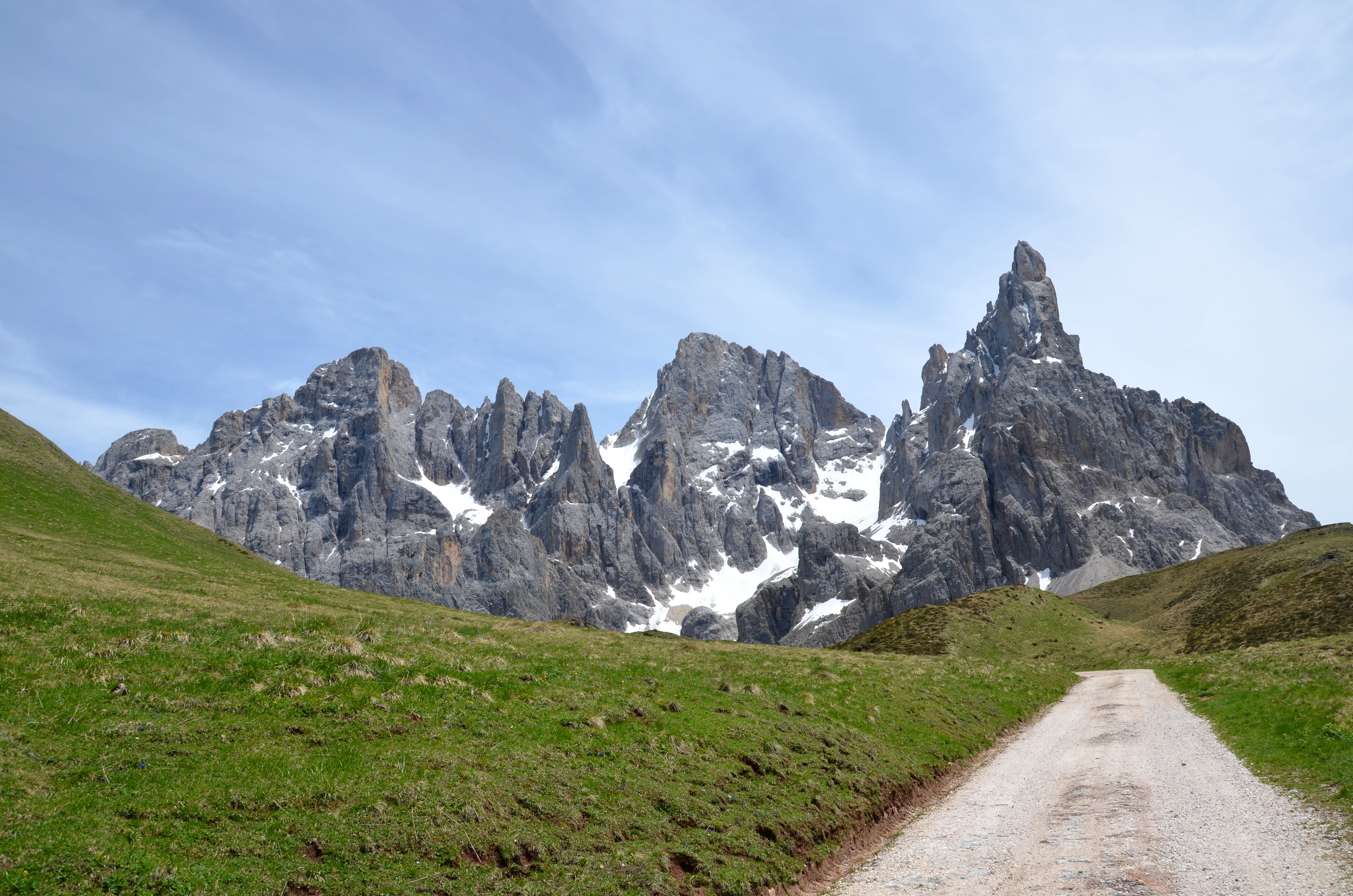